# Leigh Brackettová
Leigh Douglass Brackettová (nepřechýleně Leigh Douglass Brackett) (7. prosince 1915, Los Angeles, Kalifornie, USA – 18. března 1978, Lancaster) byla americká scenáristka a spisovatelka, autorka především sci-fi příběhů – přezdívalo se jí Královna vesmírné opery. Část jejího díla vznikla v tzv. Zlatém věku sci-fi. Byla autorkou scénářů k filmům jako například Hluboký spánek (1946), Rio Bravo (1959), Dlouhé loučení (1973) a podílela se i na raném návrhu scénáře filmu Impérium vrací úder (1980), přičemž některé z ní navrhovaných prvků se zachovaly i ve finální verzi; ještě před natáčením filmu však zemřela. Byla první ženou, která se dostala do užšího výběru nominovaných na Cenu Hugo. V roce 2020 pak vyhrála cenu Retro Hugo za román Shadow Over Mars (1944).

## Život
Narodila se v Los Angeles, kde také vyrostla. Roku 1946 se provdala za Edmonda Hamiltona, rovněž spisovatele sci-fi, a přestěhovala se s ním do Kinsmanu v Ohiu. Zemřela na rakovinu v roce 1978 v Lancasteru v Kalifornii.
K profesionálnímu psaní jí přivedl Henry Kuttner. Psala pro různé pulpové magazíny, zejména pro Planet Stories. V jejím díle zaujímají významné místo tzv. planetární romance, v nichž se mísí prvky sci-fi i fantasy. Byla rovněž úspěšnou autorkou detektivek a scénářů k významným hollywoodským filmům. Roku 1978 obdržela cenu Forry Award za celoživotní dílo a roku 2005 jí byla in memoriam udělena cena Cordwainer Smith Rediscovery Award.

## Dílo

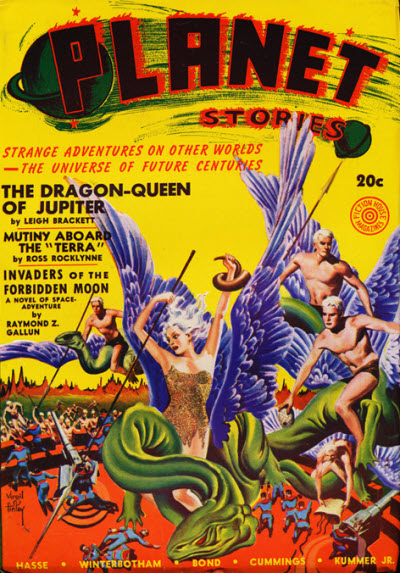
Titulní stránka Planet Stories z roku 1941 s povídkou The Dragon-Queen of Jupiter.

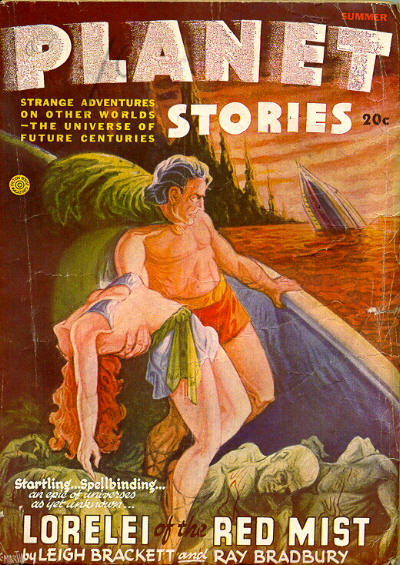
Titulní stránka Planet Stories z roku 1946 s povídkou Lorelei of the Red Mist.

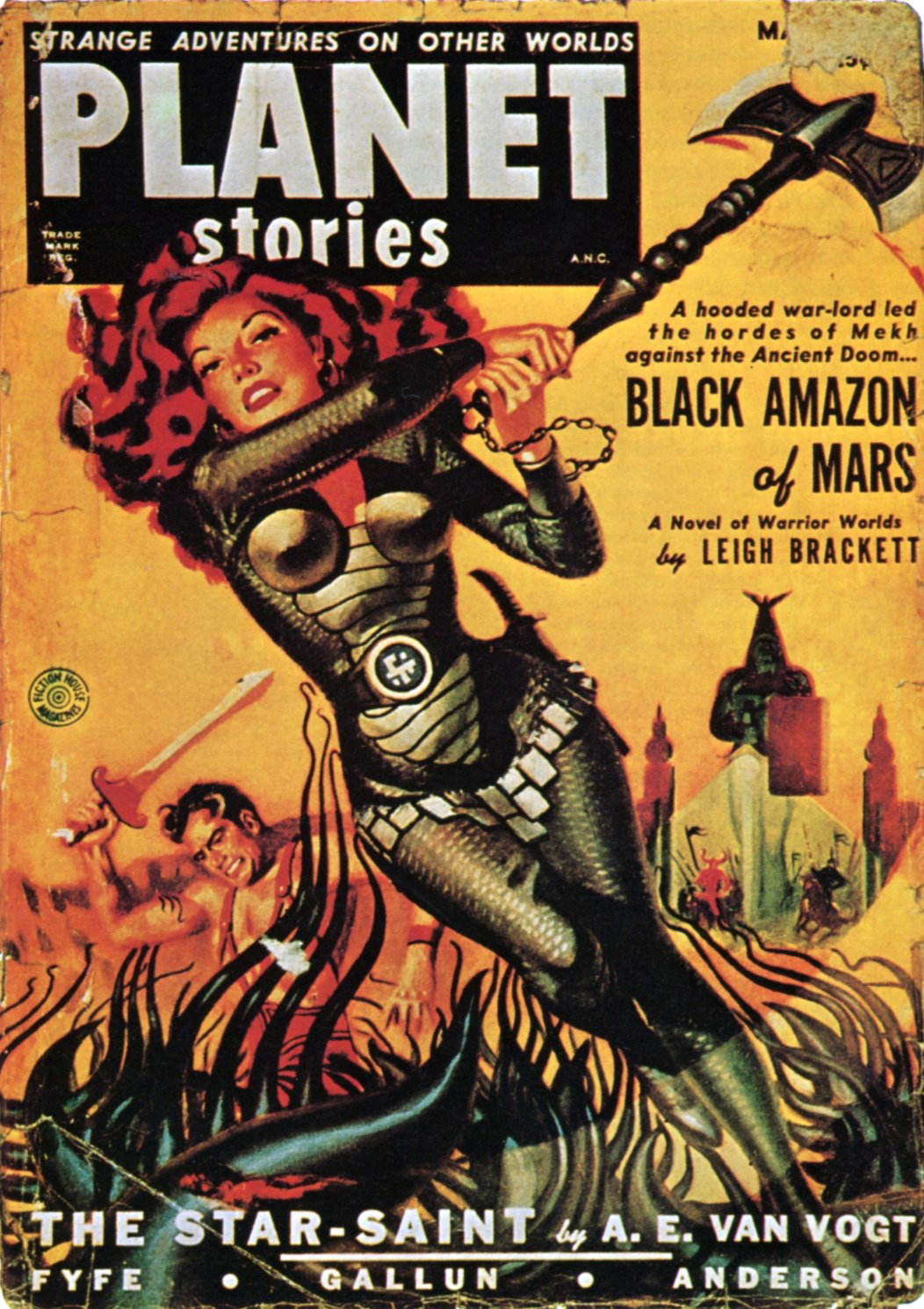
Titulní stránka Planet Stories z roku 1951 s povídkou Black Amazon of Mars.

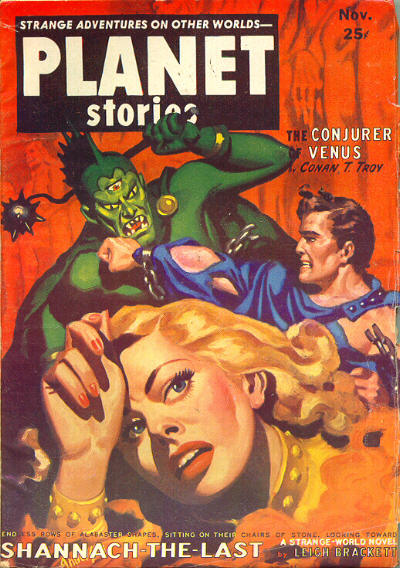
Titulní stránka Planet Stories z roku 1952 s novelou Shannach – The Last.

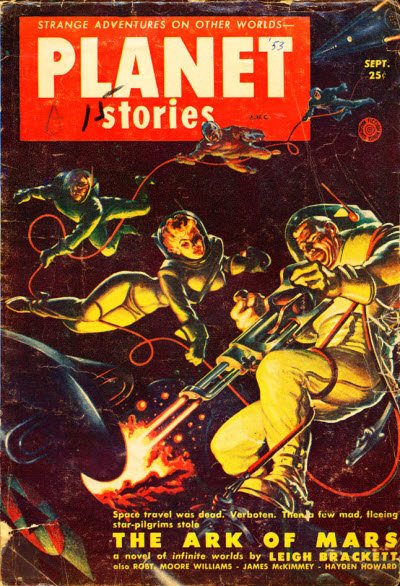
Titulní stránka Planet Stories z roku 1953 s povídkou The Ark of Mars.

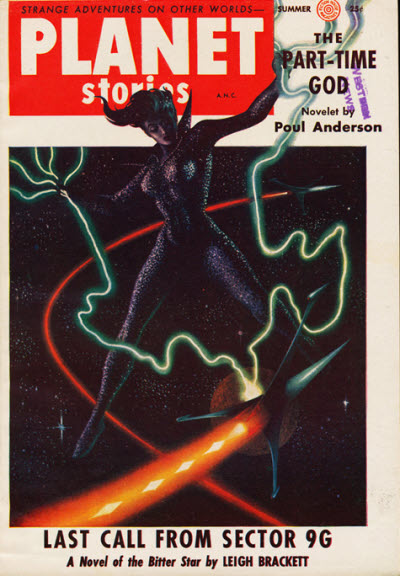
Titulní stránka Planet Stories z roku 1955 s novelou Last Call from Sector 9G.

### Literární fikce
Brackettová poprvé publikovala ve svých 20 letech; její sci-fi příběh Martian Quest se objevil ve vydání Astounding Science Fiction z únoru roku 1940. Nejčasnější spisovatelské roky (1940–42) byly zároveň jejími nejproduktivnějšími. Některé z jejích příběhů se zabývají společenskými tématy, například The Citadel of Lost Ships (1943) se zaobírá  dopady rozšiřující se obchodní říše Země na původní kulturu mimozemských světů. Během tohoto období byla také aktivní členkou Los Angeles Science Fantasy Society (LASFS) a podílela se na budování místního sci-fi fandomu různými způsoby, včetně podílení se na druhém čísle Pogo's STF-ETTE, ženského sci-fi fanzinu (pravděpodobně prvního svého druhu).
První román Brackettové, No Good from a Corpse (1944), byl hard-boiled mysteriózní román ve stylu Raymonda Chandlera. Právě tato kniha otevřela Brackettové dveře k jejímu prvnímu velkému scenáristickému počinu. Zaujala totiž scenáristu Howarda Hawkse natolik, že ji oslovil, aby se spolupodílela na scénáři k filmu Hluboký spánek. Poté se sci-fi příběhy Brackettové staly ambicióznějšími. Shadow Over Mars (1944) byl její první románový sci-fi příběh, a ačkoliv byl poněkud neuhlazený, odstartoval začátek nového stylu. V roce 2020 získal Shadow Over Mars cenu Retro Hugo za nejlepší román.
V roce 1946 se Brackettová vdala za kolegu, autora sci-fi Edmonda Hamiltona (za svědka mu šel Ray Bradbury).
V časopise Planet Stories vyšla novela Lorelei of the Red Mist, ve které je protagonistou zloděj jménem Hugh Starke. Brackettová dokončila její první polovinu, a pak ji předala svému příteli Bradburymu, aby se mohla věnovat scénáři filmu Hluboký spánek na motivy Chandlerova románu.
Po práci na filmu se Brackettová v roce 1948 vrátila k psaní sci-fi. Od té doby až do roku 1951 produkovala sérii sci-fi dobrodružných příběhů, které byly delší než její předchozí práce, a obsahovaly pro ni typické vyobrazení planetární soustavy, jedná se například o The Moon that Vanished a román Sea-Kings of Mars (1949). Ten byl později publikován jako The Sword of Rhiannon. Román barvitě popisuje Mars předtím, než se vypařily jeho oceány .
V Queen of the Martian Catacombs (1949) vytvořila Brackettová postavu Erica Johna Starka. Od roku 1949 do roku 1951 vystupoval Stark (jehož jméno odpovídá jménu hrdiny filmu Lorelei of the Red Mist) ve třech příbězích publikovaných v Planet Stories : Queen of the Martian Catacombs, Enchantress of Venus a Black Amazon of Mars. Posledním uvedeným příběhem skončilo období dobrodružné tvorby Brackettové.
Brackettová si ve svých příbězích osvojila elegický tón, už se nezabývala konflikty hraničních světů, ale kritizovala stěhování civilizací a soustředila se více na atmosféru než na zápletku. Tyto příběhy jsou charakteristické svou reflektivní a introspektivní povahou, jedná se například o: The Last Days of Shandakor, Shannach – the Last a Last Call from Sector 9G.
Last Call byl publikován v posledním čísle Planet Stories (z léta 1955), což byl vydavatel, na kterého nejvíce spoléhala. Po tom, co Planet Stories, a později v roce 1955 také Startling Stories a Thrilling Wonder Stories zkrachovaly, přišla Brackettová o veškeré možnosti publikovat v časopisech. První fáze její kariéry jakožto autorky sci-fi skončila. V příštích deseti letech psala další příběhy, z nichž některé pak zrevidovala a vydala jako romány.
Z tohoto období vzešel The Long Tomorrow (1955), jeden z kritiky nejuznávanějších sci-fi románů. Tento román popisuje agrární, technofobní společnost, která se vyvíjí po jaderné válce.
Po roce 1955 se Brackettová soustředila na psaní pro lukrativnější filmové a televizní trhy. V letech 1963 a 1964 se krátce vrátila do svého starého marťanského prostředí a napsala dvojici příběhů. První, The Road to Sinharat, lze považovat za láskyplné rozloučení se světem z knihy Queen of the Martian Catacombs. Druhý, se záměrně absurdním názvem, Purple Priestess of the Mad Moon (Fialové kněžky bláznivého měsíce), hraničí s parodií.
Brackettová a její manžel byli čestnými hosty na 22. ročníku World Science Fiction Convention v roce 1965 v Oaklandu v Kalifornii.
Po další, téměř desetileté přestávce, se Brackettová v 70. letech vrátila k science fiction vydáním knih The Ginger Star (1974), The Hounds of Skaith (1974) a The Reavers of Skaith (1976), sjednocených do jedné knihy The Book of Skaith v roce 1976. Tato trilogie přinesla Erica Johna Starka zpět za dobrodružstvím na exoplanetu Skaith.

#### Sluneční soustava Leigh Brackettové
Brackettová, která bývá často označována jako „Královna vesmírné opery“, také psala planetární romance. Téměř všechny se odehrávají ve sluneční soustavě Leigh Brackettové, která obsahuje důkladně promyšlené fiktivní verze Marsu a Venuše, jak byly popisovány v science fiction z 30. až 50. let 20. století. Mars se jeví jako jen velmi málo obyvatelný pouštní svět obývaný starověkými, dekadentními a většinou humanoidními rasami; Venuše pak jako primitivní, vlhká planeta s džunglemi, s populací energických primitivních kmenů a příšer z rodu plazů. Planeta Skaith kombinuje prvky ostatních světů Beckettové s prvky fantasy.
Ačkoli je v příbězích o Marsu od Brackettové patrný vliv Edgara Rice Burroughse, její Mars je pevně zasazen do světa meziplanetárního obchodu. Výrazným tématem jejích příběhů je střet planetárních civilizací; příběhy ilustrují a kritizují dopady kolonialismu na civilizace, které jsou starší nebo mladší než ty, které je kolonizují. Burroughsovi hrdinové se vydávají přeměnit celé světy podle svých vlastních pravidel; hrdinové Brackettové (často antihrdinové) jsou vydáni na pospas trendům a hnutím, které však nad nimi mají navrch.
Poté, co mise Mariner dokázaly, že na Marsu se žádný život nenachází, se Brackettová do své sluneční soustavy už nikdy nevrátila. Když začala v 70. letech znovu psát planetární romance, vymyslela si novou sluneční soustavu, mimo tu naši.

#### Série s Ericem Johnen Starkem
Tato série patří k nejznámějším dílům Leigh Brackettové. Jde o směs hrdinské fantasy a space opery. Stark je chlapec žijící na Merkuru, kde jeho rodiče pracují v hornické společnosti. Když oba zahynou při zemětřesení, ujmou se Starka divocí polointeligentní chlupatí domorodci, kteří jsou později dalšími pozemšťany vyhubeni. Od smrti jej zachrání pozemský úředník, který jej adoptuje a stane se jeho rádcem. Stark pak prožije mnoho dalších dobrodružství na Marsu, Venuši a na extrasolární planetě Skaith.
Série se skládá z těchto povídek, novel a románů:
- Queen of the Martian Catacomb (1949), novela.
- Enchantress of Venus (1949), publikováno také pod názvem City of the Lost Ones,
- Black Amazon of Mars (1951), novela.
- The Ark of Mars (1953), povídka.
- Teleportress of Alpha C (1954), povídka.
- The Secret of Sinharat (1954), románové zpracování novely Queen of the Martian Catacomb.
- Alpha Centauri or Die! (1963), román byl napsán na základě povídek The Ark of Mars a Teleportress of Alpha C.
- People of the Talisman (1964), románové zpracování novely Black Amazon of Mars.
- The Ginger Star (1974), první díl tzv. Skaith trilogie.
- The Hounds of Skaith (1974), druhý díl tzv. Skaith trilogie.
- The Reavers of Skaith (1976), třetí díl tzv. Skaith trilogie.
- The Book of Skaith (1976), společné vydání trilogie The Ginger Star, The Hounds of Skaith a The Reavers of Skaith.
- Eric John Stark: Outlaw of Mars (1982), rozšířené společné vydání knih The Secret of Sinharat a People of the Talisman zpracované Edmondem Hamiltonem.
- Stark and the Star Kings (2005), posmrtně, společně s Edmondem Hamiltonem.

#### Další sci-fi povídky a novely
- Martian Quest (1940).
- The Dragon-Queen of Jupiter (1941).
- The Veil of Astellar (1944).
- The Jewel of Bas (1944, Basův drahokam).
- Shadow Over Mars (1944).
- Lorelei of the Red Mist (1946, Lorelei z rudé mlhy), společně s Rayem Bradburym.
- Sea-Kings of Mars (1949), novela.
- The Last Days of Shandakor (1952, Poslední dny Šandakoru).
- Shannach – the Last (1952), novela.
- Last Call from Sector 9G (1955), novela.
- Purple Priestess of the Mad Moon (1964, Purpurová kněžka Šíleného měsíce).

#### Další sci-fi romány
- The Starmen (1952), space opera.
- The Sword of Rhiannon (1953, Rhiannonův meč), románové zpracování novely Sea-Kings of Mars. V románu je zobrazen Mars jako pouštní planeta s vymírající pradávnou rasou Marťanů, která nostalgicky vzhlíží ke své dávné minulosti a stoicky přihlíží svému zániku pod nadvládou pozemšťanů.
- The Big Jump (1955, Velký skok), román o expedici k Barnardově hvězdě.
- The Long Tomorrow (1955, Dlouhý zítřek), postkatastrofický román považovaný za autorčino vrcholné dílo, příběh dvou chlapců, snažících se najít novou naději v obnově vědy a techniky.[2]
- The Nemesis from Terra (1961), románové zpracování novely Shadow Over Mars.

#### Sbírky povídek
- The Coming of the Terrans (1967).
- The Halfling and Other Stories (1973).
- The Best of Planet Stories (1974), povídky spjaté s počátky její literární dráhy v časopise Planet Stories.
- The Best of Leigh Brackett (1977), uspořádal Edmond Hamilton.

#### Detektivky a westerny
- Murder in the Family (1943), detektivní povídka.
- No Good from a Corpse (1944), drsný detektivní román ve stylu Raymonda Chandlera.
- Stranger at Home (1946), detektivní román.
- An Eye for an Eye (1957, Oko za oko), detektivní román.
- The Tiger among Us (1957, Tigr mezi námi), detektivní román.
- Rio Bravo (1959), western napsaný na základě vlastního scénáře k filmu Rio Bravo.
- Follow the Free Wind (1963, Následuj volný vítr), western.
- Silent Partner (1969), detektivní román.
- No Good from a Corpse (1999), posmrtně vydané kratší kriminální příběhy.

## Scénáře
Krátce poté, co Brackettová pronikla do psaní sci-fi, napsala i své první scénáře. Na hollywoodského režiséra Howarda Hawkse zapůsobil její román No Good from a Corpse natolik, že jeho sekretářce nařídil zavolat „toho chlapa Bracketta“, aby pomohl Williamovi Faulknerovi napsat scénář k filmu Hluboký spánek (1946). Film byl napsán Brackettovou, Williamem Faulknerem a Julesem Furthmanem a hrál v něm Humphrey Bogart. V rámci žánru je považován za jeden z nejlepších filmů všech dob.
Poté, co se vdala, si Brackettová dala od psaní scénářů dlouhou pauzu. Když se k němu v polovině 50. let vrátila, psala scénáře televizní a filmové. Howard Hawks ji najal, aby napsala nebo spolupracovala na několika snímcích Johna Waynea, včetně Rio Bravo ( 1959 ), Hatari! (1962), El Dorado (1966) a Rio Lobo (1970). Díky k jejím zkušenostem s filmem Hluboký spánek později vytvořila filmovou adaptaci románu Raymonda Chandlera Dlouhé loučení.

### Impérium vrací úder
Brackettová pracovala na scénáři filmu Impérium vrací úder, v pořadí druhého dílu Hvězdných válek. Film v roce 1981 získal Cenu Hugo. Pro Brackettovou byl tento scénář odklonem od její standardní tvorby, protože do té doby měla veškerá její sci-fi tvorba podobu románů a povídek. George Lucas řekl, že požádal Brackettovou, aby napsala scénář na základě jeho osnovy příběhu. Brackettová napsala první návrh scénáře s názvem Pokračování Hvězdných válek, který byl Lucasovi doručen krátce před tím, něž 18. března 1978 umřela na rakovinu; její verze však byla zamítnuta. Lucas napsal dva návrhy nového scénáře a v návaznosti na obdržení scénáře Dobyvatel ztracené archy se obrátil k Lawrencovi Kasdanovi, aby přepracoval některé dialogy. Finální verze scénáře pak byla atribuována Brackettové i Kasdanovi (ačkoliv Lucasovi ne). Brackettové byla atribuována navzdory skutečnosti, že se na konečné podobě filmu nepodílela.
Laurent Bouzereau v knize Star Wars: The Annotated Screenplays řekl, že Lucas neměl rád směr, kterým se scénář Brackettové udával, vyhodil ho a vytvořil další dva, než je předal Kasdanovi. Spoluzakladatel blogu io9 Archivováno 15. 12. 2015 na Wayback Machine. Charlie Jane Anders napsal, že zatímco „je v kurzu znevažovat podíl Brackettové na Impériu“, „není pravda, že ani jeden z příběhů Brackettové se ve finálním filmu neobjevuje – základy jsou stejné.“
Více než 30 let si bylo možné scénář Brackettové přečíst pouze v Knihovně sci-fi Jacka Williamsona na Eastern New Mexico University v Portales v Novém Mexiku a v archivech produkční společnosti Lucasfilm v Kalifornii. Oficiálně byl však zveřejněn až v únoru roku 2016. V tomto návrhu vznikl milostný trojúhelník mezi Lukem, Leiou a Hanem Solo. Yoda se jmenuje Minch, Luke má utajenou sestru jménem Nellith, Lando Calrissian je známý jako Lando Kaddar, Lukeův otec se objevuje na Dagobahu jako duch a s Darth Vaderem jsou dvě odlišné postavy a Han Solo pak na konci odchází hledat svého strýce Ovana Marka, nejmocnějšího muže ve vesmíru po císaři Palpatinovi.
John Saavedra z webu Den of Geek říká:
„A co je nejdůležitější, vidíme, že návrh Breckettové – i když by rozhodně potřeboval přepsání a několik vylepšení – popisuje všechny klíčové okamžiky, které se nakonec na obrazovkách objeví. Stále je zde bitva o Hoth (ač mnohem absurdnější), moudrá slova starého mistra Jedi, vzrušení z letu oblastí smrtících asteroidů, milostný trojúhelník (mnohem neskrývanější), majestátní město v oblacích, neočekávané zrady a vrcholný souboj mezi Lukem Skywalkerem a Darth Vaderem, který jsme jako děti na hřištích sváděli další roky.“

### Další scénáře
- The Vampire's Ghost (1945), americký film, režie, Lesley Selander, autorka námětu, scénář společně s Johnem K. Butlerem.
- Crime Doctor's Manhunt (1946), americký film, režie William Castle, scénář společně s Ericem Taylorem.
- The Big Sleep (1946, Hluboký spánek), americký film, režie Howard Hawks, scénář společně s Williamem Faulknerem a Julesem Furthmanem podle románu Raymonda Chandlera.
- Rio Bravo (1959), americký western, režie Howard Hawks, scénář společně s Julesem Furthmanem a B. H. McCampbellem.
- Face in the Window (1960), epizoda z amerického televizního seriálu Checkmate, režie Robert Florey, scénář podle vlastního námětu.
- Gold of the Seven Saints (1961, americký western, režie Gordon Douglas, scénář společně se Stevem Frazeem a Leoonardem Freemanem.
- Hatari! (1962), americký film, režie Howard Hawks, scénář podle povídky Harryho Kurnitze.
- Terror at Northfield (1963), epizoda z amerického televizního seriálu Alfreda Hitchcocka The Alfred Hitchcock Hour, scénář podle povídky Ellery Queena.
- Death of a Cop (1963), epizoda z amerického televizního seriálu Alfreda Hitchcocka The Alfred Hitchcock Hour, scénář podle románu Douglase Warnera.
- El Dorado (1967), americký western, režie Howard Hawksm, scénář podle románu Harryho Browna The Stars in Their Courses.
- Rio Lobo (1970), americký western, režie Howard Hawks, scénář podle povídky Burtona Wohla.
- The Long Goodbye (1973, Dlouhé loučení), americký film, režie Robert Altman, scénář podle románu Raymonda Chandlera.
- The Body Beautiful (1975), epizoda z amerického televizního seriálu Archer, režie Edward M. Abroms, scénář podle námětu Rosse Macdonalda.
- The Empire Strikes Back (1980, Impérium vrací úder), pátá část filmové sci-fi série Star Wars (Hvězdné války), režie Irvin Kershner, scénář společně s Lawrencem Kasdanem podle námetu George Lucase, film získal roku 1981 cenu Hugo v kategorii hrané představení.

## Filmové adaptace
- The Stranger Came Home (1954), britský film podle románu Stranger at Home, režie Terence Fisher.
- An Eye for an Eye (1958, Oko za oko), epizoda z amerického televizního seriálu Suspicion, režie Jules Bricken.
- 13 West Street (1962), americký film podle románu The Tiger among Us, režie Alan Ladd.

## Česká vydání
- Poslední dny Šandakoru, vyšlo v antologii Staré dobré kusy, Laser, Plzeň 2002, přeložila Lenka Petrášková.
- Rhiannonův meč a jiné příběhy, Albatros, Praha 2007, přeložil Pavel Medek, obsahuje román Rhiannonův meč a povídky Lorelei z rudé mlhy a Basův drahokam.
- Purpurová kněžka Šíleného měsíce, vyšlo v antologii Fantasy & Science Fiction 2009 – Léto, Triton, Praha 2009, přeložil Radim Rouče.